# Mussaenda linderi
Mussaenda linderi är en måreväxtart som beskrevs av John Hutchinson och John McEwan Dalziel. Mussaenda linderi ingår i släktet Mussaenda och familjen måreväxter. Inga underarter finns listade i Catalogue of Life.